# Августи, Ловиса
Ловиса Августи (швед. Lovisa Augusti, ок.1751 — 25 июня 1790) — шведская оперная певица (сопрано). Считалась одной из самых известных оперных певиц Королевской оперы Швеции конца XVIII — начала XX в.

## Биография
Ловиса Августа родилась в Германии около 1751 г. При рождении ей дали имя Эстер Саломон. Она была дочерью странствующего еврейского музыканта Израэля Саломона. Отец её обучал петь, а её брата Карла Фридриха Вильгельма Саломона — игре на скрипке.
В 1766 г. Израэль Саломон с детьми прибыли в Швецию. Во время выступлений брат играл на скрипке, а Эстер пела итальянские арии. Упоминается их выступление в Варберге в 1766 г. и 22 февраля 1767 г. в Гётеборге.
25 марта 1767 в гётеборгской церкви она вместе с братом перешла в лютеранство и получила новое имя Ловиса София Саломони — это было связано со строгими требованиями к артистам нехристианского происхождения. После крещения она стала протеже жены генерала фон Каульбара. В 1772 г. Ловиса вышла замуж за немецкого скрипача Фридриха Бенедикта Августи.
В 1773 г. Ловиса пела перед королём Густавом III во время его визита в Кристианстад. Король был так восхищён её пением, что дал ей должность в Королевской опере и назначил придворной певицей, а её брату и мужу предоставил места в королевском оркестре. Где Ловиса обучалась петь — неизвестно, но у неё был хорошо поставленный голос, и её считали одной из лучших певиц Швеции. Она была небольшого роста и симпатичной, и у неё были выгодные условия контракта, а в 1776 г. ей дали пожизненный контракт и даже даровали некоторые привилегии, например, пользоваться фургонами королевских конюшен, или чтобы её постановки проводились от имени Шведской королевской музыкальной академии, чтобы защитить её статус. При необходимости она подменяла другую певицу — Элизабет Олин
12 февраля 1778 г. её ввели в Шведскую королевскую музыкальную академию (кресло № 106). В том же году членами академии стали Каролина Мюллер и Франциска Стадинг.
В 1787 г. её муж из-за долгов покинул Швецию, детей у Ловисы не было. Она скончалась в 1790 г. в Стокгольме.

## Роли
Наиболее известными ролями Ловисы были:
- Аполлон, а затем и Эвридика в «Орфее и Эвридике» Глюка (1975)
- Адонис
- Астрид в «Сильвии» Пьера-Монтана Бертона
- Джой в «Амфионе» Адлербета[швед.]
- Анна Эриксдоттер в «Густав Васа»
- Марта Банер в «Густав Адольф и Эбба Браге»
- Амфитрита в «Нептун и Амфитрита» Галлодье